# 斯柯达公司

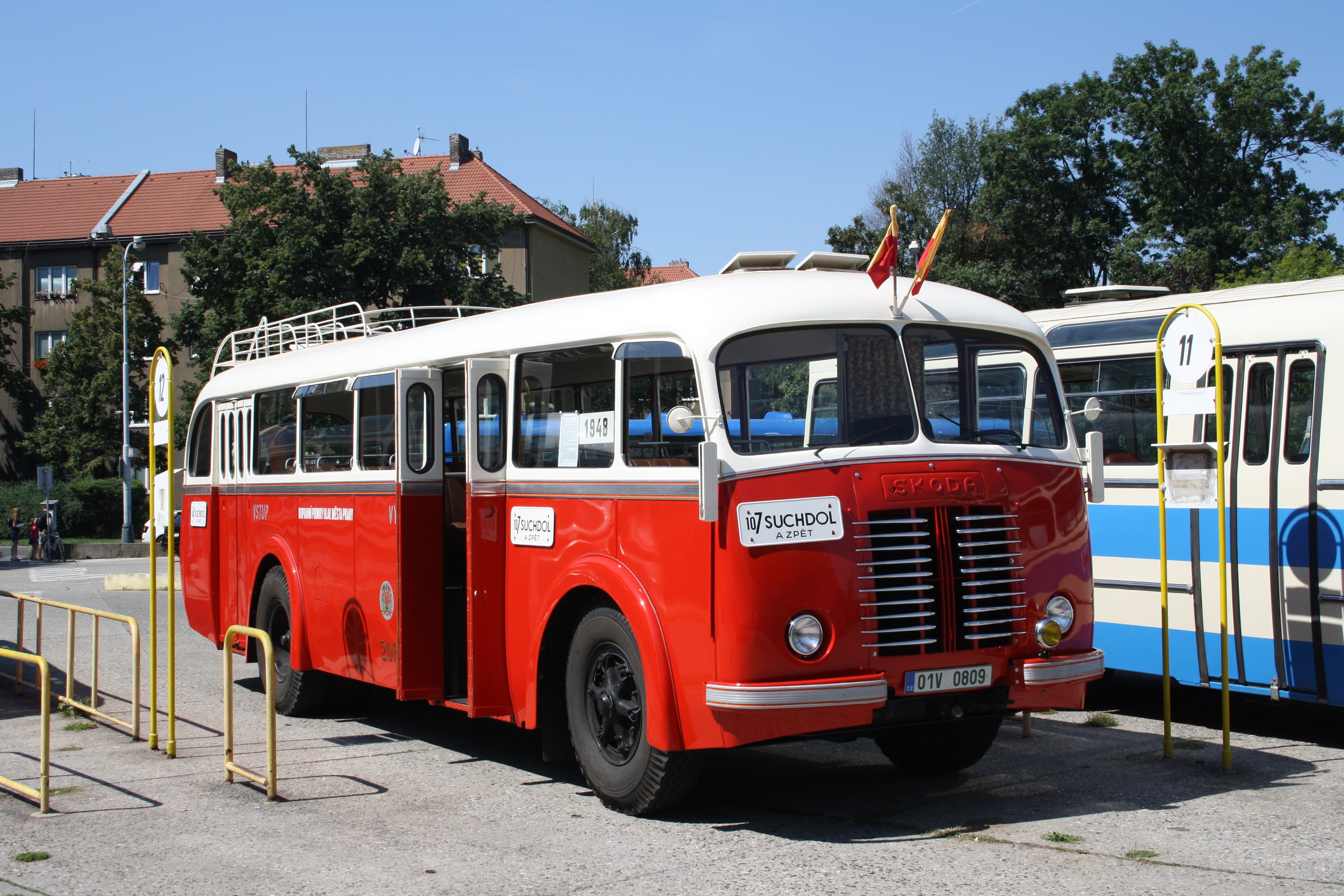
斯柯达706RO型巴士（由克罗莎贴牌生产）

斯柯达公司（捷克語：Škodovy závody），正式名称为斯柯达运输股份公司（捷克語：ŠKODA TRANSPORTATION a.s.），是一家世界著名的交通运输机械企业，总部位于捷克比尔森，始创于1859年，曾经是前奥匈帝国、捷克斯洛伐克最大的工业企业，也是20世纪欧洲最大的工业集团之一。目前斯柯达公司专注于轨道交通装备业务，主要产品包括电力机车、铁路客车、电动车组、有轨电车、地铁车辆等。

## 历史
1859年，捷克贵族瓦尔德斯坦家族（Valdštejnové）在比尔森成立了一家机器厂，经营金属铸造和机械工程。1866年，一位年轻的捷克工程师——埃米尔·斯柯达（Emil Škoda）——加入到工厂工作并成为后了首席工程师。埃米尔·斯柯达于1839年出生于海布，自捷克技术学院毕业后，前往卡尔斯鲁厄和斯图加特接受职业技术培训，曾就职在开姆尼茨和马格德堡，显示出非凡的管理才能和对工业化生产的深刻理解，继而被阿诺斯特·瓦尔德斯坦（Arnost Waldstein）伯爵赏识，被邀请加入比尔森机器厂，由此开始了他的“皮尔森机器厂人生”。埃米尔·斯柯达加入机器厂不久，普奥战争爆发，公司业务跌至谷底，内部一片混乱。埃米尔临危受命管理公司，被决定顺时转产钢铁，令皮尔森机器厂起死回生。

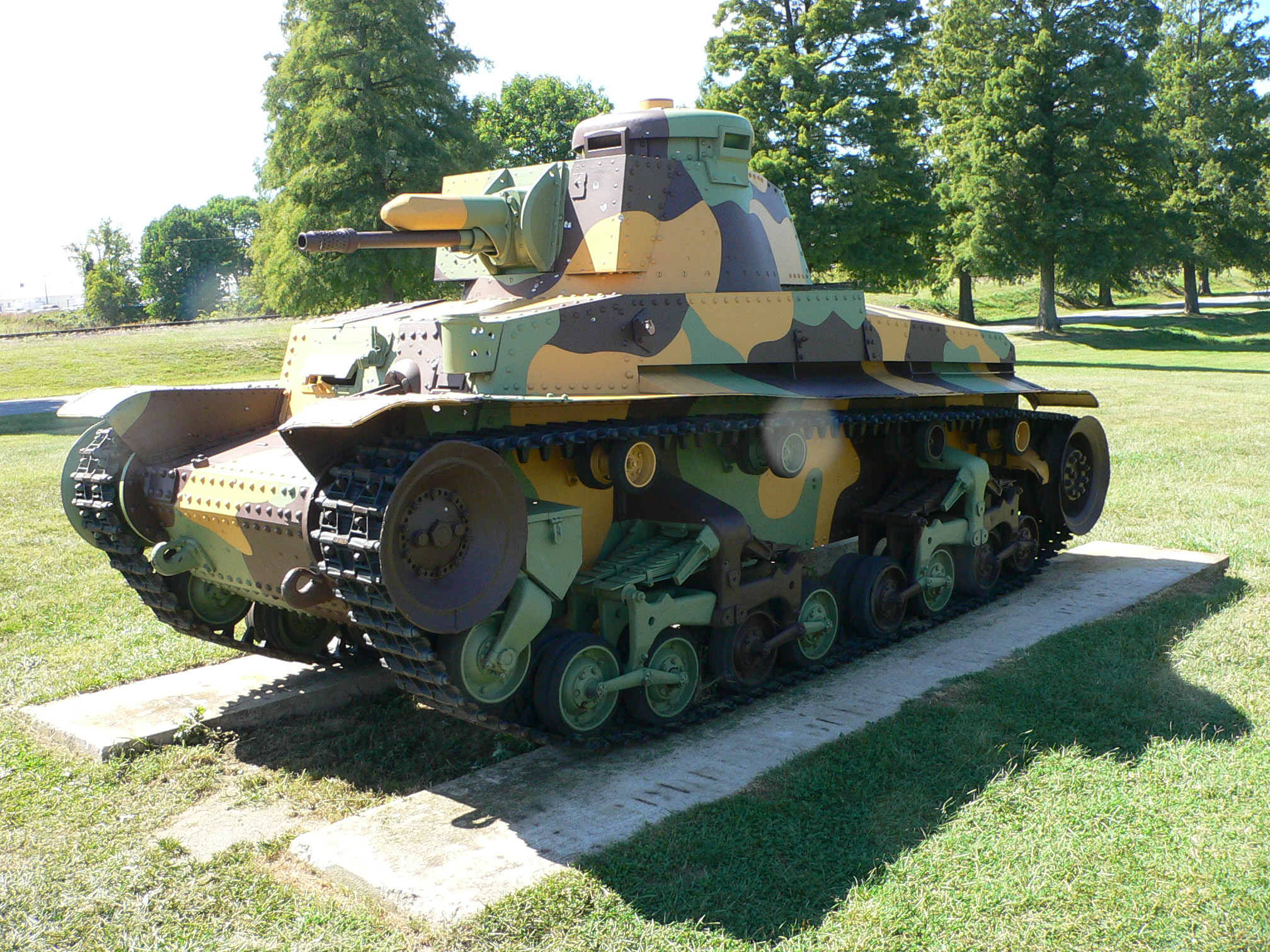
LT-35戰車、35(t)戰車

1869年，埃米尔从瓦尔德斯坦家族手里买下了整个工厂，被命名为斯柯达工厂。在埃米尔的管理之下，斯柯达工厂发展迅速，建立了规模庞大的钢铁工厂，并开始涉足军事工业。1890年代，斯柯达工厂开始生产各种猎枪、机关枪、野战炮、迫击炮等武器。
1899年，斯柯达公司成为股份制企业。1900年8月8日，埃米尔乘火车途经奥地利赛尔茨谷时去世。至第一次世界大战前夕，斯柯达工厂已经成为奥匈帝国国内规模最大的兵工厂，其大口径火炮和装甲车辆在当时可谓是独树一帜。
1918年，第一次世界大战结束，奥匈帝国宣告解体，捷克斯洛伐克共和国成立，斯柯达工厂却因失去最大客户而陷入严重的经济危机，只得出让60％股份给法国军火巨头施耐德，以获得捷克银行的援助；同时，随着战争的结束，工厂必须改变以往过度依赖生产军工产品的局面，走上多元化发展的新路，开始涉足蒸汽机车、铁路车辆、工程机械、蒸汽轮机等领域。
1924年，斯柯达工厂收购了正陷入财政困境的汽车制造商劳林克莱门特公司（Laurin & Klement），正式迈向高档豪华轿车的领域。第二次世界大战结束后，斯柯达公司的汽车部门独立分离出来，成为了同样闻名于世的斯柯达汽车公司。
纳粹德国吞并捷克斯洛伐克后，斯柯达曾在二战期间为纳粹德国制造军械。1945年捷克斯洛伐克解放后，在新政府的国有化政策影响下，斯柯达成为捷克的国有企业。1953年，斯柯达曾一度更名为“弗拉基米尔·伊里奇·列宁工厂”（捷克語：Závody Vladimíra Iljiče Lenina），但此举导致斯柯达在海外丧失品牌效应，因此在1953年又改回斯柯达的厂名。
在捷克斯洛伐克处于斯大林模式期间，斯柯达公司主要将市场锁定在东欧以及东波罗的海的苏东阵营，期间曾制造包括核设施在内的重型机械。另外，斯柯达在这期间将创始于1936年的无轨电车业务发扬光大，冷战期间许多苏东阵营的国家都购入了斯柯达生产的无轨电车，其中斯柯达14Tr现时仍在一些前苏联加盟国服役。
1989年起，苏东阵营开始崩溃。1989年底，捷克斯洛伐克爆发天鹅绒革命，伴随新上台政府的私有化政策，斯柯达改组为新的股份制公司，政府逐步出售国有的斯柯达股权。改制期间，斯柯达一些工厂因经营不善倒闭，但也有斯柯达汽车等转型成功的部门。转型后的斯柯达汽车等部门已经事实上互相独立，但依然使用斯柯达品牌。

## 子公司

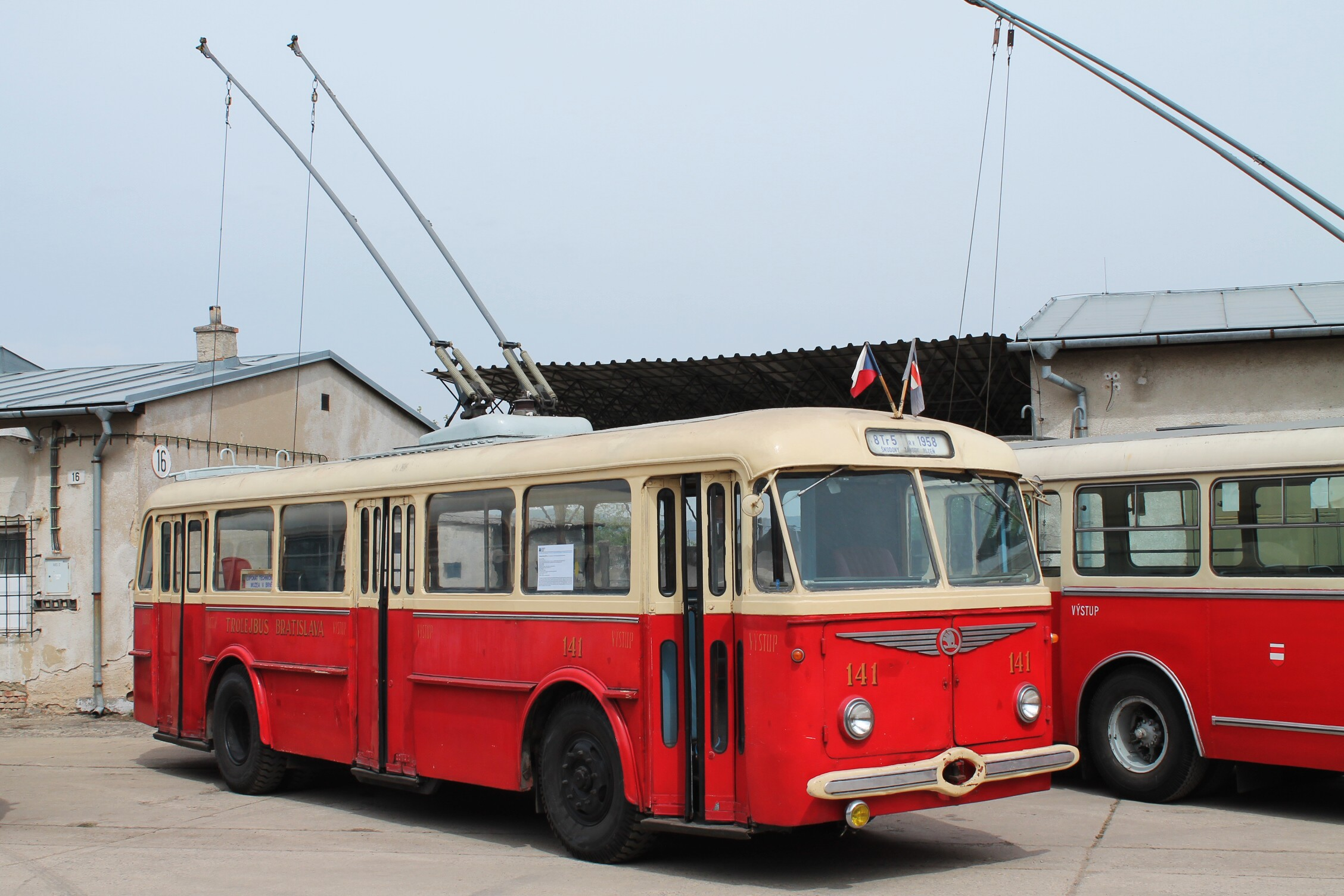
斯柯达8Tr无轨电车

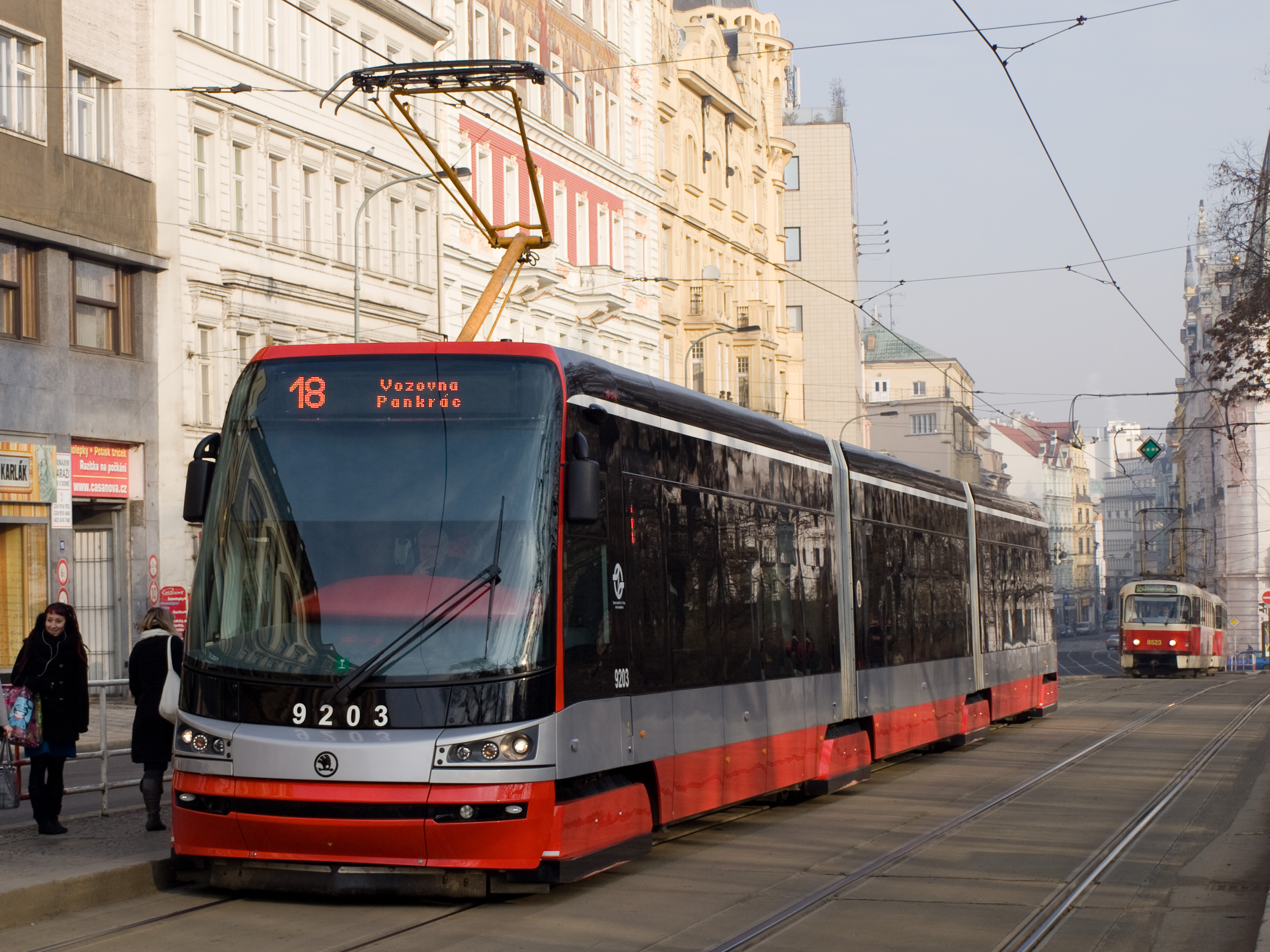
布拉格斯柯达 Karlovo náměstí, Škoda 15T

- 斯柯达运输股份公司（英语：Škoda Transportation）

## 产品
- 斯柯达 109 E